# Gi

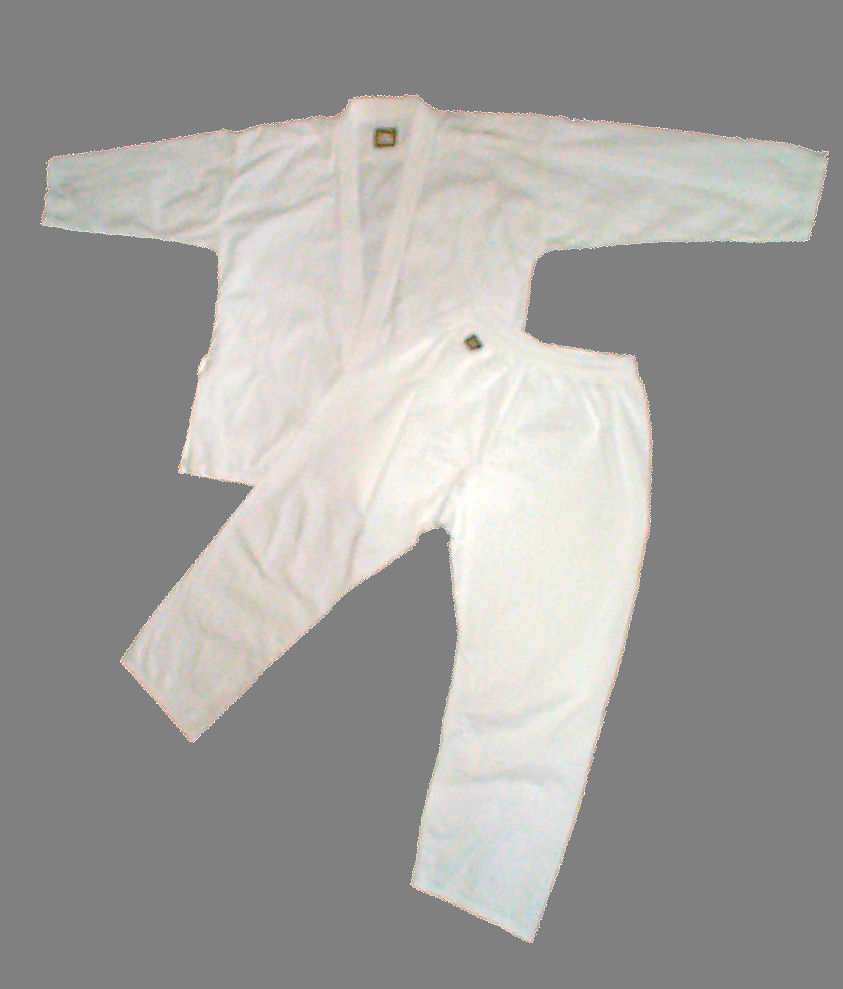
Voorbeeld van 'gi'

Het Japanse gi (着) betekent kleding en wordt onder meer gebruikt om de sportkleding aan te duiden bij zelfverdedigingskunsten en vechtsporten zoals jiujitsu, judo, karate en aikido.
Omdat gi een heel algemene term is, wordt  meestal het soort gi specifiek aangegeven, met namen als dōgi, jūdō-gi, karate-gi en aikidō-pak.

## Beschrijving
De gi wordt met behulp van de obi (band) vastgemaakt. De gi verschilt van sport tot sport, speciaal wat stevigheid betreft. Stijlen waarbij meer vastgegrepen en geworpen wordt, zoals jūdō, gebruiken doorgaans een zeer stevige gi, die veelal dubbel geweven is. Stijlen waarbij men elkaar niet of nauwelijks vastgrijpt gebruiken vaak minder stevige gi's.
Het correct dragen van de gi is onderdeel van de dojo-etiquette. Tijdens het oefenen of een wedstrijd raakt de jas vaak los en moet deze dus vaak weer netjes worden vastgemaakt.
Strikt genomen is het woord "gi" foutief. Het is ontstaan in het westen. In het Japans wordt het woord dōgi (道着) gebruikt, wat "kledij voor de (spirituele) weg" betekent. De "gi" in "dōgi" is een typisch Japanse verzachting van een medeklinker in het midden van een woord. Als men "dōgi" dus in twee splitst, wordt dat "dō" en "ki", dezelfde "ki" als in "kimono". Datzelfde begrip, "kimono" (着物) wordt ook vaak gebruikt voor "dōgi" in het Westen. 
Vanwege de fonetische gelijkheid met het woord "dōgi" (胴着 - onderkledij voor de kimono) én de overeenstemmende snit wordt vaak gedacht en beweerd dat dit hetzelfde is. Dit is echter niet correct.
Vaak wordt ook het woord "keikogi" gebruikt (稽古着) wat gewoon "trainingspak" betekent. Dit kan echter ook een modern trainingspak voor allerlei westerse sporten zijn. 
De broek van de keikogi/dōgi heet zubon, het vest uwagi.

## Materialen en kleuren
Veruit de meeste keikogi zijn vervaardigd uit linnen of canvas. Naargelang de vechtsport of krijgskunst die wordt beoefend varieert de sterkte van het materiaal. De meest voorkomende kleur is wit. Sommige stijlen verkiezen echter zwart. 
Bij jūdō is de laatste jaren ook blauw in zwang geraakt om tijdens wedstrijden te verduidelijken wie de grond raakt en wie een punt scoort. Andere kleuren zijn ook mogelijk. Zo verkiezen sommige traditionele stijlen alsook kendō een donkerblauwe keikogi. 
De meeste dōgi zijn in één kleur gehouden met één of twee emblemen van de federatie en eventueel de club zelf.
Vooral in de Verenigde Staten van Amerika treft men evenwel vaak keikogi aan in fantasiekleuren en -motieven en soms met een grote opdruk op de rug.

## Judogi
De judogi verschilt in materiaal en gewicht sterk in vergelijking met de andere gi's (bv. jiujitsu). Zoals reeds vermeld is het pak zo goed als altijd dubbel geweven. Dit maakt het geheel veel slijtvaster. Het gewicht van de judogi wordt uitgedrukt in g/m², gaande van lichte judogi's (450 g/m²) tot middelzware (650 g/m²) tot zeer zware (900 g/m²) judogi's. Het IJF heeft het maximaal gewicht voor officiële wedstrijden vastgelegd op 750 g/m².
De voordelen van een zware judogi zijn dat gi ietwat meer valbescherming geeft. De judogi zal ook langer meegaan en is ook moeilijker te grijpen voor de tegenstander door de stugge opbouw. Echter zware judogi's hebben het nadeel dat ze warmer zijn dan lichtere varianten. Daarnaast is door de stugge stof de bewegingsvrijheid meer beperkt. Een lichtere judogi kan beter ventileren en is comfortabeler om te dragen. Daarnaast is voor sommigen gewicht ook een belangrijke factor; een judogi van 900g/m² voor een judoka van 1m85 weegt al snel meer dan 2 kg. Een judogi van 450 g/m² weegt half zoveel.
Omdat in competitie het niveau van judo hoger (en dus meer belastend) is dan op recreatief vlak wordt er vaak geopteerd voor een zwaarder type. Comfort is dan minder van belang. Ook zwaardere judoka's hebben baat bij een zwaardere judogi omdat zij doorsnee genomen sterker zijn dan minder zware judoka's. 
Qua materiaal zijn er twee types, 100% katoen of deels katoen en deels polyester (meestal 70/30 verhouding). Het polyester maakt het geheel lichter zonder in te boeten op sterkte en droogt ook sneller dan een 100% katoenen judogi.